# توني مندوزا
توني مندوزا (بالإنجليزية: Tony Mendoza)‏ هو نقابي وسياسي أمريكي، ولد في 22 أبريل 1971 في لوس أنجلوس في الولايات المتحدة. حزبياً، نشط في الحزب الديمقراطي. وقد انتخب عضو مجلس ولاية كاليفورنيا وانتخب عضو جمعية ولاية كاليفورنيا.